# دورحسن‌دده (جیحان)
دورحسن‌دده (به ترکی استانبولی: Durhasandede) یک منطقهٔ مسکونی در ترکیه است که در جیحان واقع شده‌است.